# Касеева, Нелли Александровна
Нелли Александровна Касеева (род. 25 декабря 1937, Де-Кастри, Дальневосточный край) — советская и российская артистка цирка, народная артистка России (2008), артистка Росгосцирка.

## Биография
Родилась 25 декабря 1937 года в посёлке Де-Кастри (ныне — Хабаровского края) в семье военнослужащего. Завершила обучение в Ростовском инженерно-строительном институте.
В 1962 году вышла замуж за артиста цирка Касеева Рустама. У пары двое детей — сын Ренат и дочь Дана.
В 1970 году на базе Уфимского цирка семья приступает к созданию номера с медведями. Первые репетиции с приобретенными медвежатами проводили самостоятельно, без чьей-либо профессиональной помощи. В 1972 году в городе Кирове (под Москвой), в шапито, состоялся дебютный показ номера. А уже осенью в этом же году в Московском цирке состоялась премьера аттракциона «Медведи-72». Аттракцион построен из 3-х частей: I — футбол, II — моды, III — танцы (на музыку танца маленьких лебедей из балета Чайковского «Лебединое озеро»). После успеха Рустам назначен руководителем Башкирского коллектива.
В 1973 году Нелли трудоустроена в Союзгосцирке как артистка.
В 1976 году начинают работать над новым номером и выпускают аттракцион «Созвездие Большой медведицы», состоящий из 2-х частей: «старый цирк» и «современный цирк».
В 1995 году супруг оставляет манеж и начинает работать начальником отдела формирования в компании «Росгосцирк». Нелли гастролирует одна.
С 1997 года сын Ренат начинает работать ассистентом в номере с медведями.
В 2006 году Нелли удостаивается звание — "Лауреат Национальной премии «ЦИРКЪ». Вручение состоялось 8 марта в Санкт-Петербургском цирке.

## Награды
- Народная артистка России (29.09.2008).
- Заслуженная артистка России (30.08.1996).
- Лауреат Национальной премии «ЦИРКЪ» (2006).

## Фильмография
Нелли Касеева имеет три работы в кино:
- 1976 — Мишка-артист, дрессировщица;
- 1987 — Ещё одна улыбка (короткометражный);
- 2001 — Как уходили кумиры (документальный).